# Hugo Palomares Beltrán
Hugo Palomares Beltrán (Bornos, 6 de noviembre de 1986) es un político español de Izquierda Unida Los Verdes-Convocatoria por Andalucía, es alcalde del municipio andaluz de Bornos desde el 13 de junio de 2015.

## Biografía
Nacido en Bornos y es padre de un hijo. Licenciado en Arqueología por la Universidad de Cádiz, su trayectoria profesional se abarca en la participación en proyectos históricos y arqueológicos en diversas empresas de varios países europeos. Además, se ha desempeñado labores en sectores variados, incluyendo de guía turístico, auxiliar de seguridad, jornalero y repartidor de pan.
En su gestión municipal, tiene competencias en áreas como Urbanismo, Patrimonio Histórico, Desarrollo Económico y Turismo. Además, forma parte de múltiples asociaciones deportivas y culturales en su comunidad. Entre sus delegaciones destacan Urbanismo, Patrimonio Histórico, Vivienda, Seguridad y Emergencias, Movilidad, Empleo e Innovación.